# Shaanxijapyx
Shaanxijapyx es un género de Diplura en la familia Japygidae.

## Especies
- Shaanxijapyx xianensis Chou, in Chou & Chen 1983